# 福建蝦麵
檳城蝦麵是东南亚料理，在新加坡和馬來西亞檳城具代表性，是一道利用蝦殼及辣椒熬煮的赤紅辛辣湯底，再配上黃麵條、米粉、蝦和蕹菜等而成的麵食料理，在新馬各地的華人茶餐厅或美食中心都可尋其踪跡。福建麵的湯底充滿蝦的鮮味及辣椒等香料的香味，在新加坡、馬來西亞、泰国与印尼华人中廣受歡迎。
槟城虾面的名字在马来西亚本地论坛中经常引起争议。 槟城虾面是由早期移民的福建人流传下来的美食，而福建话也是槟城人与摊贩沟通时最常用的方言之一。 在槟城的各个咖啡店（茶餐室）里也不乏以虾为主要材料的面食。 因此，福建虾面在槟城被通称为“福建麵”。然而，福建话并不是全马人都熟知的方言。 在广东话比较通用的中马和南马，槟城福建虾面则被称之为 “Har Mee”, 即是翻译成广东话的“虾面”。由于吉隆坡与新加坡也有各自特色的虾面，类似的名称经常导致游客混淆，因而引发中南方网友的争论。

## 來歷傳說

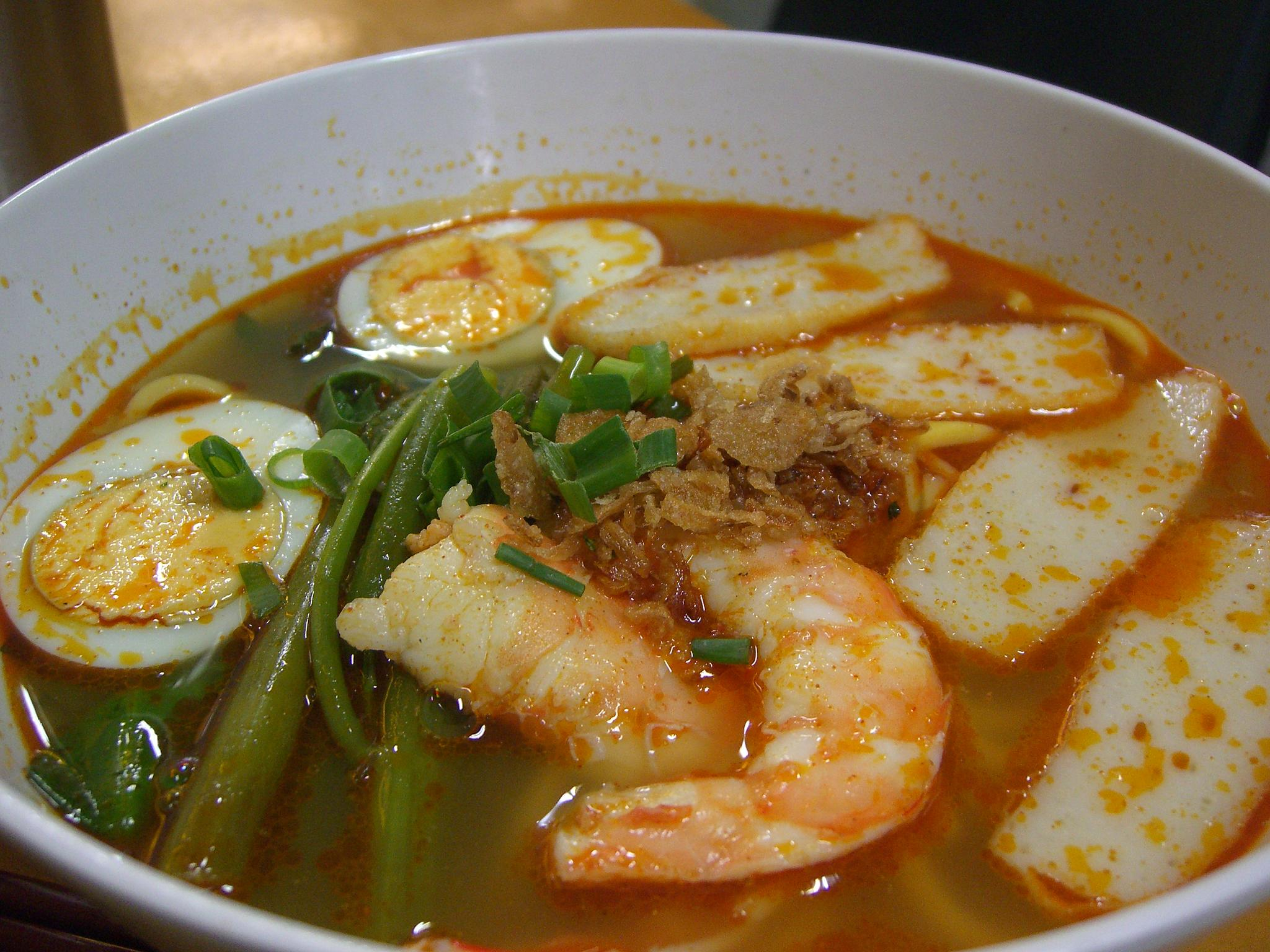
福建麵

福建虾面是早期移民至檳島的福建人所研發。在日據時期，捕捞的魚產都只能售賣給日本軍人，於是當地福建漁民將剩下的蝦殼、蝦頭熬成湯，再配上黃麵，繼而創出這道庶民美食。也有人指出這是一道从福建流传的食物，在泉州一带称为蝦汤麵，随着华裔先辈下南洋，再加上南洋的辛香料，形成目前的福建麵。

## 烹饪
福建蝦麵在檳城或北馬各地的路邊攤、茶餐室、美食中心內都可輕易找到，檳城是最能代表福建麵的傳統華人麵食之州。
福建蝦麵的做法為：將蝦殼及蝦頭與紅蔥頭、薑等辛香料一起放進熱油裡爆炒，之後再加入辣椒去腥，用布袋將炒過的蝦殼包起來，與豬大骨、沙葛熬成湯頭。接下來用開水汆燙好黃麵、米粉、蕹菜後，與肉片、豆芽、水煮蛋一同放進碗內，加上湯頭，最後加入參巴辣椒醬，這就是一碗傳統的檳城蝦麵。
在吉隆坡或南馬一帶，參巴辣椒醬會裝在一旁的小盤子內，食用方式是用筷子蘸些辣椒醬至麵中，再送入口，與檳城直接將辣椒醬拌入湯內的吃法略有不同。蝦麵的配料多元，除了上述所提及的配料外，還可以附加燒肉或其他配料，麵類只限於黃麵和米粉爲最佳。

## 外部連結
- 檳城福建蝦湯麵 （页面存档备份，存于）